# Gentiana panthaica
Gentiana panthaica är en gentianaväxtart som beskrevs av Isaac Henry Burkill. Gentiana panthaica ingår i släktet gentianor, och familjen gentianaväxter. Inga underarter finns listade i Catalogue of Life.